# 田辺尚雄賞
田邉尚雄賞（たなべひさおしょう）は1983年東洋音楽学会によって設立され、音楽学とりわけ民族音楽学の優れた研究業績に対する日本の学術賞である。東洋音楽学・民族音楽学の分野における最も権威のある賞とされる。なお田辺尚雄は、音楽家で東洋音楽学会の創設者。
「田邉賞」は原則として毎年授与されているが、1名、数名、あるいは団体に授与される年、また該当作の無い年もある。授賞式は例年東洋音楽学会の全国大会に催される。

## 過去の授賞
過去の受賞作、受賞者名は以下の通りである。
第1回 1983年度
蒲生美津子『早歌の音楽的研究』三省堂
第2回 1984年度
佐藤道子「小観音のまつり」『南都佛教』52号 / 「法要の形式と内容」『声明辞典』（法蔵館）所収（論文による受賞）
第3回 1985年度
小林責・古川久編『狂言辞典 資料編』東京堂出版
第4回 1986年度
牧野英三『東大寺修二会声明の旋律に関する研究』柳原出版
第5回 1987年度
平野健次『三味線と箏の組歌』白水社
第6回 1988年度
該当作無し
第7回 1989年度
竹内道敬『近世邦楽研究ノート』名著刊行会
第8回 1990年度
東洋音楽学会編『能の囃子事』音楽之友社〈東洋音楽選書〉
第9回 1991年度
井野辺潔『浄瑠璃史考説』風間書房
徳丸吉彦『民俗音楽学』放送大学教育振興会
第10回 1992年度
安田文吉『常磐津節の基礎的研究』和泉書院
第11回 1993年度
日本放送協会編『日本民謡大観 沖縄奄美：奄美諸島篇』日本放送出版協会
塚原康子『十九世紀の日本における西洋音楽の受容』多賀出版
第12回 1994年度
荻美津夫『平安朝音楽制度史』吉川弘文館
第13回 1995年度
大塚拝子『三味線音楽の音高理論』音楽之友社
ジェラルド・グローマー『幕末のはやり唄 口説節と都々逸節の新研究』名著出版
第14回 1996年度
酒井正子『奄美歌掛けのディアローグ：あそび・ウワサ・死』第一書房
第15回 1997年度
Yoichi Yamada（山田陽一）, Songs of Spirits: An Ethnography of Sounds in a Papua New Guinea Society, Boroko, Papua New Guinea: Institute of Papua New Guinea Studies, 1997. ISBN 9789980680334
第16回 1998年度
新井弘順他『新義真言声明集成 楽譜編』真言宗豊山派仏教青年会
第17回 1999年度
岸辺成雄「江戸時代の琴士物語」『楽道』（正派邦楽会）連載
第18回 2000年度
谷本一之『アイヌ絵を聴く：変容の民族音楽誌』北海道大学図書刊行会
磯水絵『説話と音楽伝承』和泉書院
第19回 2001年度
青柳隆志『日本朗詠史 年表篇』笠間書院
第20回 2002年度
根岸正海『宮古路節の研究』南窓社
福岡まどか『ジャワの仮面舞踊』勁草書房
第21回 2003年度
高桑いづみ『能の囃子と演出』音楽之友社
第22回 2004年度
山口修『応用音楽学と民族音楽学』放送大学教育振興会
金城厚『沖縄音楽の構造：歌詞のリズムと楽式の理論』第一書房
第23回 2005年度
遠藤徹『平安朝の雅楽：古楽譜による唐楽曲の楽理的研究』東京堂出版
横道萬里雄『体現芸術として見た寺事の構造』岩波書店
第24回 2006年度
武内恵美子『歌舞伎囃子方の楽師論的研究：近世上方を中心として』和泉書院
第25回 2007年度
ジェラルド・グローマー『瞽女と瞽女唄の研究』名古屋大学出版会
谷正人『イランの音楽：声の文化と即興』青土社
第26回 2008年度
田中多佳子『ヒンドゥー教徒の集団歌謡：神と人との連鎖構造』世界思想社
第27回 2009年度
Hugh de Ferranti, The Last Biwa Singer: A Blind Musician in History, Imagination and Performance, Ithaca: East Asia Program, Cornell University Press, 2009. ISBN 9781933947136
塚原康子『明治国家と雅楽：伝統の近代化／国楽の創成』有志舎
第28回 2010年度
西尾哲夫・水野信男・堀内正樹編『アラブの音文化：グローバル・コミュニケーションへのいざない』スタイルノート
第29回 2011年度
蒲生郷昭『初期三味線の研究』出版芸術社
第30回 2012年度
三島暁子『天皇・将軍・地下楽人の室町音楽史』思文閣出版
山寺美紀子『国宝『碣石調幽蘭第五』の研究』北海道大学出版会
第31回 2013年度
梶丸岳『山歌の民族誌：歌で詞藻を交わす』京都大学学術出版会
第32回 2014年度
塚田健一『アフリカ音楽学の挑戦 伝統と変容の音楽民族誌』世界思想社
第33回 2015年度
Alison McQueen Tokita（時田アリソン）, Japanese Singers of Tales: Ten Centuries of Performed Narrative, Ashgate, 2015. ISBN 9780754653790
第33回 2016年度
大内典『仏教の声の技：悟りの身体性』法藏館
第34回 2017年度
飯野りさ『アラブ古典音楽の旋法体系：アレッポの歌謡の伝統に基づく旋法名称の記号論的解釈』スタイルノート
榧木亨『日本近世期における楽律研究：『律呂新書』を中心として』東方書店
第36回 2018年度
田中有紀『中国の音楽思想：朱載堉と十二平均律』東京大学出版会
第37回 2019年度
柳沢英輔『ベトナムの大地にゴングが響く』灯光舎
第38回 2020年度
小尾淳『近現代バラモンと賛歌：バクティから芸術、そして「文化資源へ」』青弓社
前島美保『江戸中期上方歌舞伎囃子方と音楽』文学通信
第39回 2021年度
佐本英規『森の中のレコーディング・スタジオ：混淆する民族音楽と周縁からのグローバリゼーション』昭和堂
第40回 2022年度
早稲田みな子『アメリカ日系社会の音楽文化：越境者たちの百年史』共和国
第41回 2023年度
平間充子『古代日本の儀礼と音楽・芸能：場の論理から奏楽の脈絡を読む』（勉誠社：制作）勉誠出版：発売
第42回 2024年度
柴佳世乃『仏教儀礼の音曲とことば：中世の〈声〉を聴く』法蔵館
山田淳平『近世の楽人集団と雅楽文化』吉川弘文館